# رون موریس (ورزشکار)
رون موریس (انگلیسی: Ron Morris؛ زادهٔ april ۲۷, ۱۹۳۵ (۸۹ سال)) ورزشکار دو و میدانی اهل ایالات متحده آمریکا است.